# Operacja Killiana
Operacja Killiana – zabieg chirurgiczny stosowany w laryngologii w leczeniu zapalenia zatok czołowych. Po nacięciu skóry od kącika ocznego do łuku brwiowego wytwarza się otwór w ścianie dolnej zatoki czołowej. Następnie wykonuje się dodatkowy otwór przedniej ścianie zatoki oraz usuwa się błonę śluzową objętą procesem zapalnym. Łuk kostny na wysokości brwi jest zachowany, dzięki czemu nie zostaje zaburzony kontur czoła. Po zabiegu zakłada się dren do przewodu nosowo-czołowego. Wskazaniem do przeprowadzenia chirurgicznego leczenia zapalenia zatok tą metodą są rozległe zatoki czołowe uniemożliwiające zastosowanie metody Jansena-Rittera.
Metodę opracował Gustav Killian w 1904 roku.